# HTC-Highroad
El HTC-Highroad fue un equipo ciclista profesional con licencia estadounidense que participó en el UCI ProTour y posteriormente WorldTour desde la temporada 2008 hasta 2011. También participaba en algunas carreras del Circuito Continental. El equipo es sucesor del Team Telekom, más tarde conocido como T-Mobile Team, que participó en la competición desde 1989 hasta 2007.
Fue el equipo más laureado de los últimos tiempos, logrando en sus 4 años en el pelotón profesional, la cifra de 280 victorias (77 en 2008, 85 en 2009, 64 en 2010 y 54 en 2011).
A pesar de la gran cantidad de triunfos, no pudo ganar una de las Grandes Vueltas (Tour, Giro o Vuelta) ya que nunca contó en la plantilla con un ciclista especialista en estas carreras. El equipo se centraba sobre todo en sus velocistas Mark Cavendish y André Greipel quienes juntos, le dieron 120 de los 280 triunfos.

## Historia del equipo

### Orígenes: sucesor del Telekom/T-Mobile

#### Comienzos del equipo (1988–1991)
A finales de 1988, el excampeón mundial Hennie Kuiper creó un equipo de ciclismo alemán patrocinado por la ciudad de Stuttgart y montó bicicletas Eddy Merckx. El equipo se llamaba Stuttgart-Merckx-Gonsor para la temporada de 1989 y tenía nueve corredores (que incluían a Udo Bölts). En ese momento, no había equipos de ciclismo alemanes y el principal evento de ciclismo del país, el Rund um den Henninger Turm no había sido ganado por un alemán desde Rudi Altig en 1970. Durante su primer año de existencia, el corredor del equipo Dariusc Kajzer trajo al equipo su primer éxito en el Campeonato Nacional de Carreras en Ruta en Alemania. El equipo se convirtió en Stuttgart-Mercedes-Merckx-Puma en 1990 y Bölts continuó con el éxito del equipo al convertirse en campeón de la Carrera de Ruta de Alemania.

#### Team Deutsche Telekom (1991-2003)
La compañía Deutsche Telekom entró como el patrocinador principal en 1991 y el equipo fue conocido al principio como Telekom-Mercedes-Merckx-Puma, pasando luego a ser Team Telekom. Según una entrevista con Walter Godefroot, fue la 17.ª posición de Udo Bölts en la Vuelta a España 1991, lo que le llevó a aceptar la oferta de la dirección de Telekom de asumir el control del equipo. Godefroot firmó a varios corredores, entre ellos el especialista de Clásicas y el ganador del París-Roubaix de 1991, Marc Madiot. Bölts, que estuvo involucrado con el equipo desde sus inicios en 1989, se quedó con el equipo hasta el 2003 y siguió aprovechando los éxitos del equipo al ganar la etapa 19, la etapa reina del Giro de Italia 1992. Jens Heppner continuó esta racha con su décimo lugar general en el Tour de Francia 1992.
El Team Telekom firmó a casi todos los ciclistas prometedores que venían de Alemania en ese momento y que se estaban convirtiendo en exitosos. Éstos incluyeron a Jens Heppner y Christian Henn en 1992, Erik Zabel, Rolf Aldag y Steffen Wesemann en 1993, y Jan Ullrich en 1994. Muchos de estos corredores correrían durante más de diez años con el equipo. Olaf Ludwig también firmó en 1993 y terminó su carrera con el equipo. En 1994, Zabel consiguió la primera victoria de la Copa del Mundo de Ciclismo en la historia del equipo, el París-Tours.
En 1993, el equipo de nuevo logró el éxito en el Campeonato Nacional de Ruta en Alemania. Este fue el comienzo de la dominación de 11 años del equipo y la posesión de la camiseta del campeón alemán. Bernd Gröne en 1993, Jens Heppner en 1994, Bölts en 1990, 1995 y 1999, Christian Henn en 1996, Jan Ullrich en 1997 y 2001, Erik Zabel en 1998 y 2003, Rolf Aldag en 2000, Danilo Hondo en 2002 y, finalmente, Andreas Klöden en 2004.
El equipo pronto se convirtió en una importante presencia en la etapa internacional de ciclismo. Sin embargo, no fue invitado al Tour de Francia 1995. Finalmente, los organizadores del Tour acordaron que seis miembros de Telekom, Rolf Aldag, Udo Bölts, Jens Heppner, Vladimir Pulnikov, Erik Zabel y Olaf Ludwig se unirían con tres miembros de la ZG Mobili para formar un equipo compuesto. Zabel ganó dos etapas en la carrera.
Los dos años siguientes vieron el avance internacional del equipo. Godefroot trajo al ciclista danés Bjarne Riis, que terminó tercero en el Tour de 1995. Riis conseguiría ganar el Tour de Francia 1996, con el alemán de 22 años Jan Ullrich terminando en segundo lugar. Además, Zabel ganó el primero de seis jerséis verdes para ganar la competencia de puntos. Bolts ganó la Clásica de San Sebastián y Wesemann ganó su segunda y la primera de cuatro victorias con el equipo Telekom de la Peace Race.
El Tour de Francia 1997 lo ganó de forma contundente Jan Ullrich, segundo el año anterior, sacando más de 9 minutos de diferencia al segundo clasificado, el francés Richard Virenque. Ullrich tuvo el apoyo de Riis, quien a su vez había ganado la carrera de la Copa del Mundo, la Amstel Gold Race a principios de 1997. Team Telekom también ganó la clasificación por equipos. Además, Bolts ganó el Critérium du Dauphiné Libéré, Zabel ganó Milán-San Remo por la primera de cuatro veces con el equipo. Ullrich también ganó el Campeonato de Hamburgo. Al año siguiente esta carrera fue elevada a la categoría de Copa del Mundo. Además, el Deutschland Tour regresó en 1999 —evidencia de la continua popularidad del ciclismo en Alemania en ese momento—. Mientras que Ullrich tuvo un accidente en la carrera y se vio obligado a retirarse, Team Telekom ganó la primera edición de la carrera con Heppner y volvería a ganar la carrera con Alexander Vinokourov en 2001.
Ullrich terminó segundo en el Tour de Francia 1998 por detrás del italiano Marco Pantani, y se perdió el Tour de Francia 1999 debido a una lesión en la rodilla. No obstante ganó la Vuelta a España 1999, y justo después, Ullrich se convirtió en el campeón mundial de la lucha contra el tiempo que le permitió llevar el jersey de arco iris durante las pruebas de tiempo. El año siguiente, Zabel ganó la victoria en la Copa del Mundo, ganando el Milán-San Remo y la Amstel Gold Race, mientras que Ullrich fue colocado segundo en el Tour de Francia 2000 tras Lance Armstrong. Ullrich ganó la medalla de oro en la carrera olímpica por carretera y la medalla de plata en el juicio contrarreloj. En 2001, Zabel ganó el Milán-San Remo por cuarta vez. Ullrich llegó por cuarta vez en segundo lugar en el Tour de Francia 2001, mientras que Zabel ganó seis etapas combinadas en el Tour 2001 y la Vuelta. El piloto kazajo Alexander Vinokourov ganó la carrera de etapa de París-Niza en 2002, una hazaña que duplicaría en 2003, ganando también la Amstel Gold Race y el Tour de Suisse ese año. Como Ullrich dejó el equipo para formar el Team Bianchi en 2003, Vinokourov se convirtió en líder del equipo para el Tour de Francia 2003. Terminó en tercer lugar, justo por debajo del segundo colocado Ullrich. Zabel ganó el París-Tours 2003, mientras que el italiano Daniele Nardello tomó el Züri-Metzgete.
El equipo tuvo una presencia continua en la cima del pelotón profesional y siguió firmando los ciclistas alemanes emergentes de la época, incluyendo Andreas Klöden en 1998, Jörg Jaksche en 1999, Matthias Kessler en 2000 y Stefan Schumacher en 2002. Además, el equipo También firmó muchos exitosos pilotos no alemanes como Georg Totschnig, Alexander Vinokourov, Cadel Evans, Santiago Botero y Paolo Savoldelli.
En 2005 una película titulada Hell on Wheels fue lanzado. Es un registro del 100 aniversario (pero solo de la 90 ª en ejecución debido a la Primera Guerra Mundial y la Segunda Guerra Mundial) del Tour de Francia 2003 desde la perspectiva de la entonces Telekom equipo.

#### T-Mobile Team (2004-2007)
A partir de 2004, el equipo cambió su nombre a T-Mobile Team. Jan Ullrich regresó al equipo. El equipo logró un gran número de éxitos, entre ellos el triunfo de Steffan Wesemann en el Tour de Flandes. Después del Tour de Francia de 2004, Kloden se convirtió en campeón alemán de carreras por carretera y Ullrich ganó el Tour de Suisse y corrió el Tour de Francia de 2004 como líder del equipo, mientras que Vinokourov no montó el Tour de Francia para el equipo. Jan Ullrich terminó cuarto, mientras que Andreas Klöden fue el mejor clasificado del equipo en segundo lugar. T-Mobile Team ganó la clasificación del equipo, como el equipo más fuerte del Tour 2004. En la primavera de 2005, Vinokourov ganó la carrera clásica Liège-Bastogne-Liège. Ullrich, como líder del equipo, terminó tercero en el Tour de Francia de 2005. Alexander Vinokourov apoyó, y terminó quinto, ya que ganó dos etapas, incluida la etapa final de los Campos Elíseos. El piloto italiano Giuseppe Guerini también ganó una etapa y el equipo T-Mobile igualó su hazaña de 2004 al ganar de nuevo la clasificación por equipos en 2005. Zabel ganó el París-Tours por tercera vez al final de la temporada.
En julio de 2005, durante el Tour 2005, el contrato de Vinokourov se estaba agotando y la especulación era abundante si se quedaba con T-Mobile. A falta de cuatro días del Tour 2005, anunció que abandonaría el equipo para perseguir sus propias posibilidades de ganar el Tour de Francia como capitán del equipo y después del Tour se unió al equipo de Liberty Seguros.
Después de 13 años con Team Telekom y T-Mobile Team, Erik Zabel también se fue en 2005 para montar para el recién formado Team Milram. Antes de la temporada 2006, Walter Godefroot renunció y Olaf Ludwig se convirtió en el nuevo director del equipo de T-Mobile.
En el escándalo más polémico desde la gira de 1998, trece jinetes fueron expulsados del Tour de Francia 2006 como consecuencia de un escándalo de dopaje en España, en vísperas del prólogo de Estrasburgo a la 93.ª edición. Jan Ullrich, uno de los favoritos para ganar la carrera, fue uno de los excluidos de la gira. Otro piloto de T-Mobile, Óscar Sevilla, también fue expulsado, dejando al equipo comenzando con sólo siete pilotos.
El 9 de julio, el equipo anunció el despido de su director deportivo, Rudy Pevenage, por su implicación con el exganador del Tour de Francia Jan Ullrich en un escándalo español de dopaje de sangre. "El contrato que une T-Mobile a Pevenage se ha detenido retrospectivamente el 30 de junio", dijo el gerente general del equipo, Olaf Ludwig.
El 21 de julio de 2006, T-Mobile despedido Jan Ullrich del equipo a la espera de la investigación de dopaje.
En el Tour de Francia 2006, T-Mobile ganó la clasificación del equipo por tercer año consecutivo, Andreas Klöden alcanzó el podio (3.er lugar) por segunda vez, Matthias Kessler ganó la Etapa 3, Serhiy Honchar ganó dos pruebas individuales (Etapas 7 Y 19) y llevaba la camiseta amarilla durante 3 días (después de las Etapas 7-9).
Después del Tour de Francia, el equipo cambió significativamente; Gerente del equipo, Olaf Ludwig dejó el equipo y fue reemplazado por Bob Stapleton. Rolf Aldag, Allan Peiper y Tristan Hoffman se convirtieron en director deportivo. Como ya se comentó Ullrich, Sevilla y Pevenage fueron despedidos del equipo. Varios pilotos que habían estado con el equipo durante mucho tiempo como Steffen Wesemann, Andreas Klöden y Matthias Kessler se fueron. Sin embargo, la razón no está clara. Jörg Ludewig fue puesto en suspensión y su contrato no aumentó en relación con la intención de dope previamente en su carrera y antes de que se uniera a T-Mobile. Eddy Mazzoleni que estaba en su primer año para el equipo también se fue. Los contratos de Bram Schmitz y Bas Gilling no fueron renovados. El Dr. Lothar Heinrich, el médico del equipo desde 1995, y el Dr. Andreas Schmid establecieron un nuevo sistema completo de pruebas. A raíz de las revelaciones que surgieron de la investigación de Operación Puerto, Heinrich supuestamente casi abandonó el deporte, pero en su lugar se unió a Stapleton y al resto del equipo para crear un nuevo sistema de controles internos y controles de salud que insistió en demostrar que los pilotos de T-Mobile Limpiar y restaurar la credibilidad del deporte.
En mayo de 2007, varios exciclistas admitieron usar sustancias prohibidas (incluyendo EPO) mientras que viajaban para el equipo a mediados de los años 90, incluyendo Erik Zabel, Rolf Aldag, Brian Holm, Bjarne Riis, Bert Dietz, Udo Bölts y Christian Henn incluyendo las temporadas en las que Riis y Ullrich ganaron el Tour de Francia. Los médicos del equipo Andreas Schmid y Lothar Heinrich también confesaron participar y administrar sustancias prohibidas. Este último fue el director deportivo del Team Telekom hasta el 3 de mayo de 2007, cuando fue suspendido tras las acusaciones publicadas en el libro del exmiembro del equipo Jef d'Hont. Jef d'Hont había trabajado como terapeuta de masaje para Team Telekom en 1992-96, y reveló en su libro cómo el sistema de dopaje había sido organizado en el equipo, a lo largo de esos años.
En un esfuerzo por presentar una imagen renovada el equipo trajo un equipo joven al Tour de Francia 2007, y promovió una actitud libre de drogas y la imagen. A pesar de esto, el miembro del equipo Patrik Sinkewitz resultó positivo para la testosterona elevada durante un campo de entrenamiento. Los resultados de las pruebas sólo se anunciaron cuando Sinkiewitz había abandonado el Tour debido a una lesión. Todavía estaba en el hospital cuando fue suspendido del Equipo T-Mobile, y fue despedido el 31 de julio de 2007.

#### Desaparición del T-Mobile
El 27 de noviembre de 2007 la compañía alemana Deutsche Telekom (compañía matriz de T-Mobile, su filial de móviles) decidió poner fin a su patrocinio del equipo T-Mobile Team. La estructura, conocida hasta 2002 como Team Telekom (por Deutsche Telekom) y posteriormente T-Mobile Team (por T-Mobile) era una de las más potentes del pelotón, y la empresa alemana (tanto la casa matriz como su filial) era el patrocinador más importante del ciclismo: llevaba desde 1991 (más que cualquier otro patrocinador) y era el que más dinero aportaba (15 millones de euros por temporada).
La decisión de T-Mobile de abandonar el ciclismo tras diecisiete temporadas se debió a los numerosos escándalos de dopaje que habían salpicado al equipo recientemente, y que la compañía ya había advertido que no toleraría por atentar contra el buen nombre de la empresa: confesiones de dopaje sistemático en su época gloriosa de varios exciclistas (incluyendo el ganador del Tour de Francia 1996, Bjarne Riis, y el cinco veces ganador del maillot verde Erik Zabel), identificación y posterior confirmación de la implicación de Jan Ullrich en la Operación Puerto como cliente del doctor Eufemiano Fuentes, positivos de Patrik Sinkewitz y Lorenzo Bernucci...

T-Mobile se comprometió a abonar a la estructura del equipo ciclista el dinero comprometido para 2008 a cambio de que se desvinculara completamente el nombre de la empresa del nombre del nuevo equipo. Dos semanas antes Adidas, proveedora de la equipación ciclista, había tomado una decisión similar al seguir costeando la fabricación de maillots y culottes en Italia para la temporada 2008 bajo la condición de que el logo de la compañía no figurara en ninguno de ellos.

### 2008

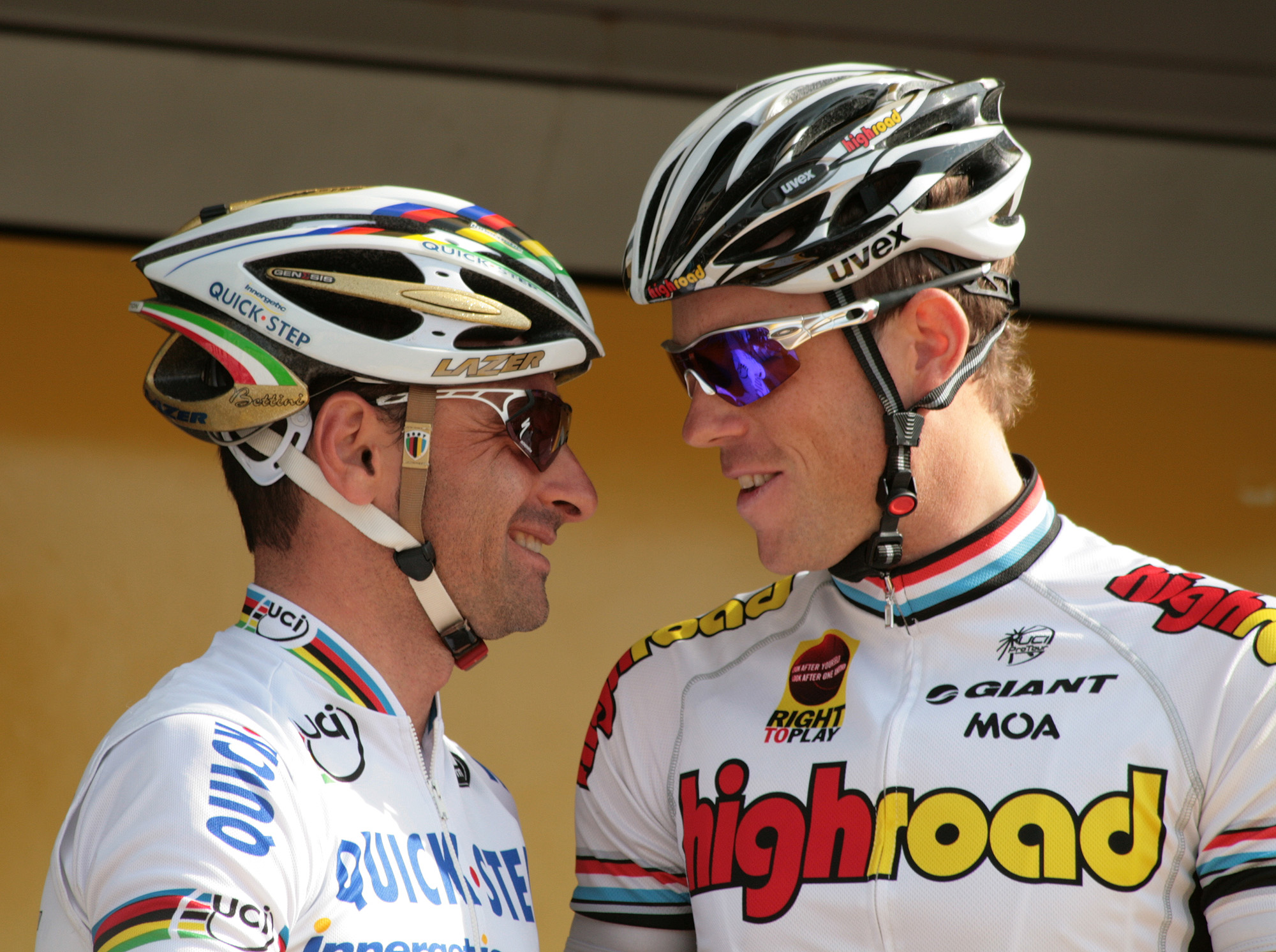
Kirchen con el maillot del High Road en Lieja, días después de ganar la Flecha Valona.

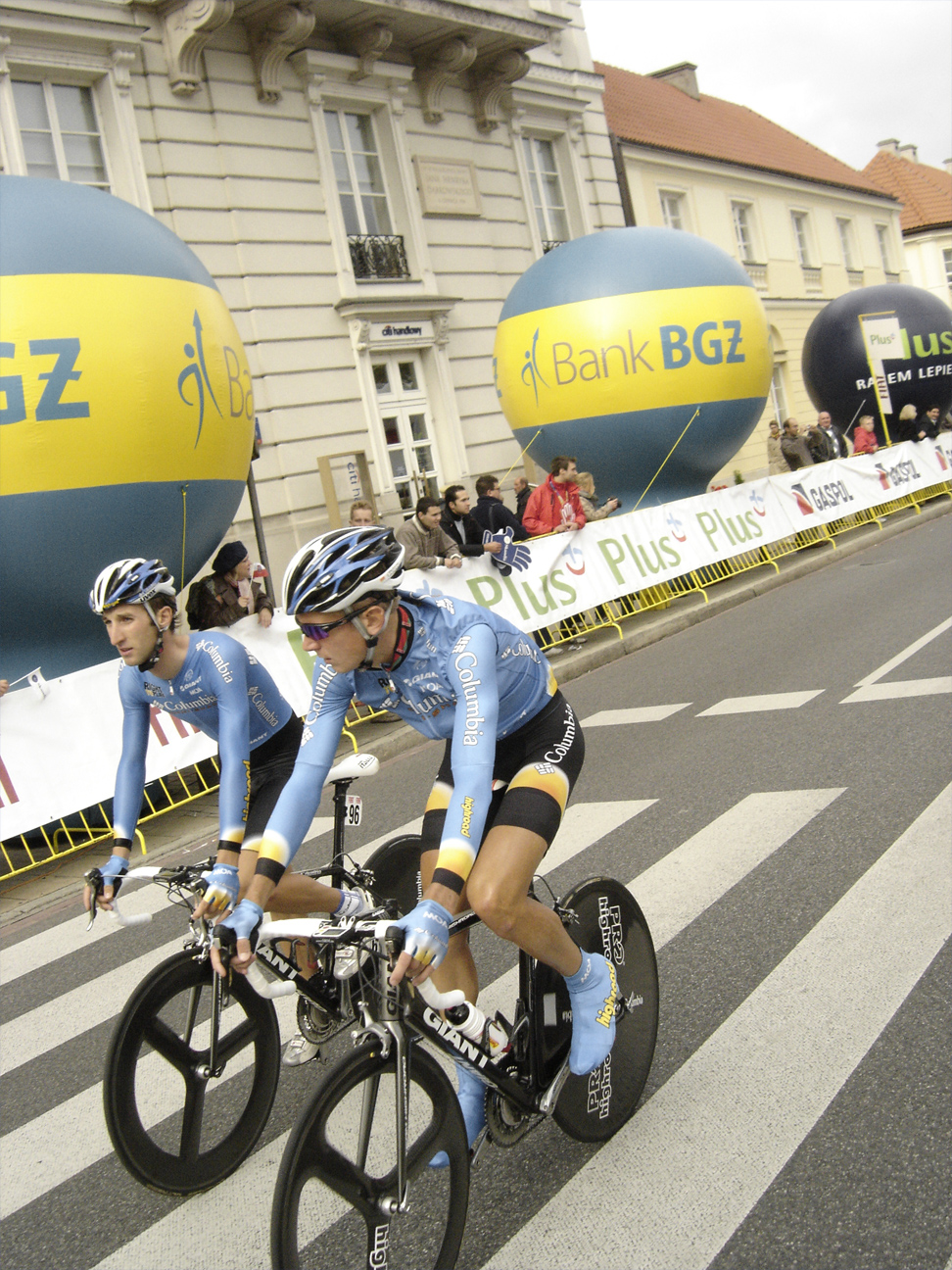
Dos ciclistas, con el maillot azul tras la llegada de Columbia.

Con el presupuesto del equipo para toda la temporada garantizado y su licencia ProTour asegurada, los gestores de la formación decidieron empezar el año con el nombre Team High Road, ya que High Road (que, en rojo y amarillo, era lo único escrito en la equipación) es el nombre de la sociedad propietaria del equipo. La formación empezó el curso con una equipación totalmente negra (maillot y culotte) para pasar poco después a maillot blanco y culotte negro, manteniendo las letras en rojo y amarillo de High Road.
El equipo empezó la temporada con un dominador André Greipel en el Tour Down Under australiano (primera carrera ProTour de ese año), quien ganó la general y cuatro de las seis etapas que componían la prueba. Ya en la primavera europea, Kim Kirchen ganó dos etapas en la Vuelta al País Vasco, así como la clásica Flecha Valona tras imponerse en el Muro de Huy.
El equipo ganó cuatro etapas en el Giro de Italia. Las dos primeras victorias en la ronda italiana llegaron de la mano del velocista británico Mark Cavendish, quien ya había ganado el corto prólogo del Tour de Romandía poco antes; Cavendish renunció a una tercera victoria en el Giro al cedérsela en los últimos metros a su último lanzador, Greipel, en señal de agradecimiento por el trabajo desarrollado en llegadas previas. La cuarta victoria del equipo en la ronda italiana se logró en la última etapa, la contrarreloj individual de Milán, de la mano del especialista Marco Pinotti.
En junio George Hincapie y Kirchen ganaron sendas etapas de la Dauphiné Libéré y la Vuelta a Suiza respectivamente, ambas consideradas carreras preparatorias para el inminente Tour. Además, seis ciclistas se proclamaron campeones contrarreloj en los campeonatos nacionales disputados en sus respectivos países, cinco de ellos ese mismo mes: Pinotti (Italia), Grabsch (Alemania), Kirchen (Luxemburgo), Boasson Hagen (Noruega), František Raboň (República Checa) y Adam Hansen (Australia, aunque este último en el mes de enero).
El 16 de junio se anunció que a partir del 5 de julio, inicio del Tour de Francia, la empresa de ropa deportiva Columbia Sportswear sería la patrocinadora principal del equipo, pasando a llamarse Team Columbia-High Road. La llegada del patrocinador se vio reflejada en un cambio del maillot, que pasó a ser azul claro. En la Grande Boucle, disputada en julio, fue el equipo con más victorias de etapa, al lograr imponerse en seis: cuatro con Cavendish, una con Kirchen (tras descalificación de Stefan Schumacher por dopaje) y otra más con Marcus Burghardt. Además, Kirchen lució el maillot amarillo de líder de la general durante cuatro etapas, sabiéndose posteriormente que debió haber lucido dicho maillot dos días más (hasta un total de seis), en los que lo lució Schumacher, descalificado (y sancionado con una suspensión de dos años) meses después tras dar positivo por CERA en un reanálasis posterior de las muestras tomadas durante la ronda gala.
En agosto, Greipel y el joven Edvald Boasson Hagen ganaron sendas etapas en el Eneco Tour. Poco después, en septiembre, Linus Gerdemann ganó en su país la Vuelta a Alemania, en la que además cuatro ciclistas del equipo lograron una victoria de etapa cada uno: el propio Gerdemann (ganador de la etapa reina), Greipel, Gerald Ciolek y Tony Martin. El equipo no participó en la Vuelta a España, después de no estar entre los 20 equipos seleccionados por la organización (Unipublic) el 29 de abril, siendo el único equipo ProTour que no figuraba en dicha lista.
Poco después Bert Grabsch, con el maillot de la selección alemana, se proclamó Campeón del Mundo de contrarreloj en Varese, por delante de Svein Tuft (Canadá) y David Zabriskie (Estados Unidos).

### 2009

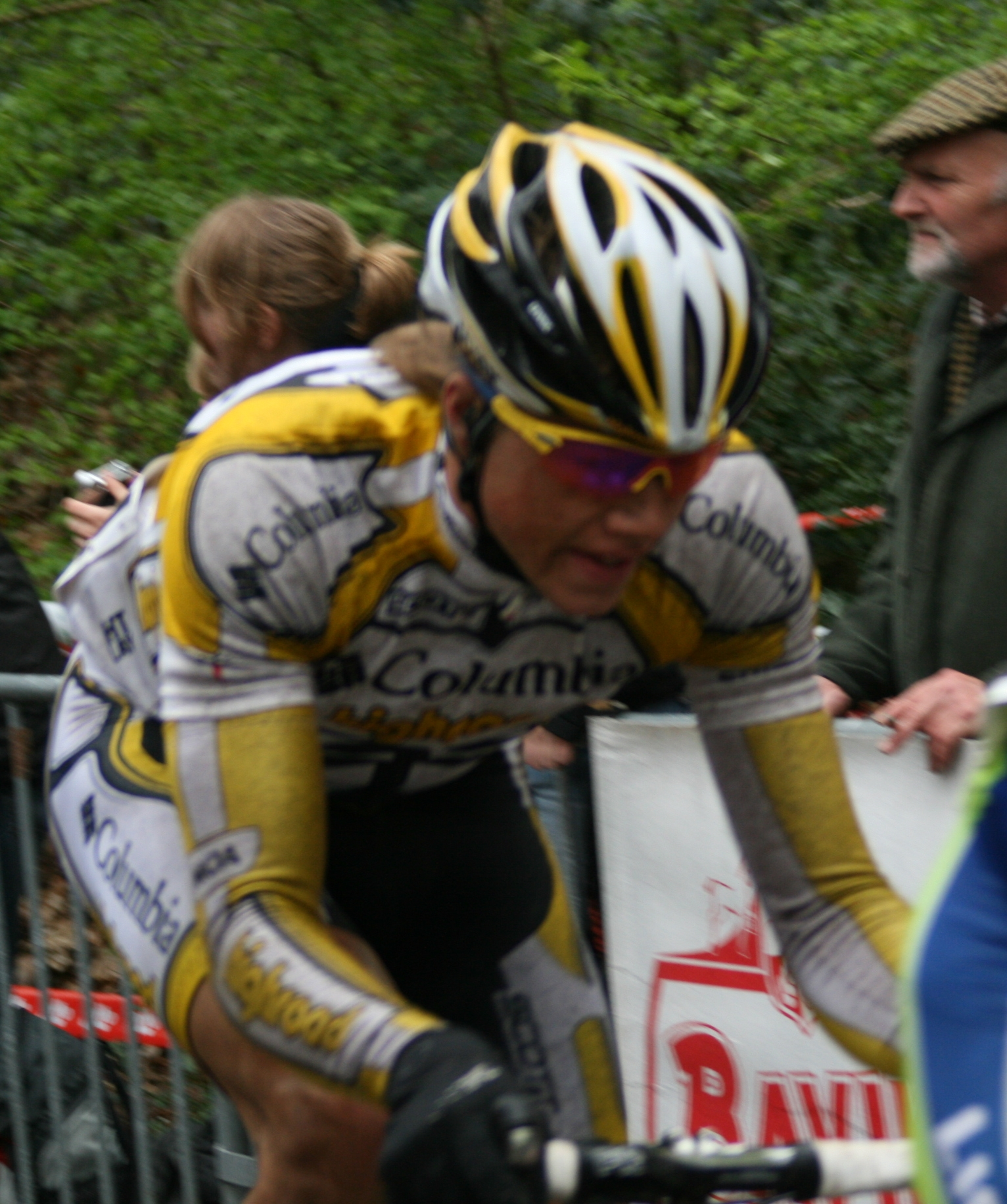
Edvald Boasson Hagen, en la Gante-Wevelgem.

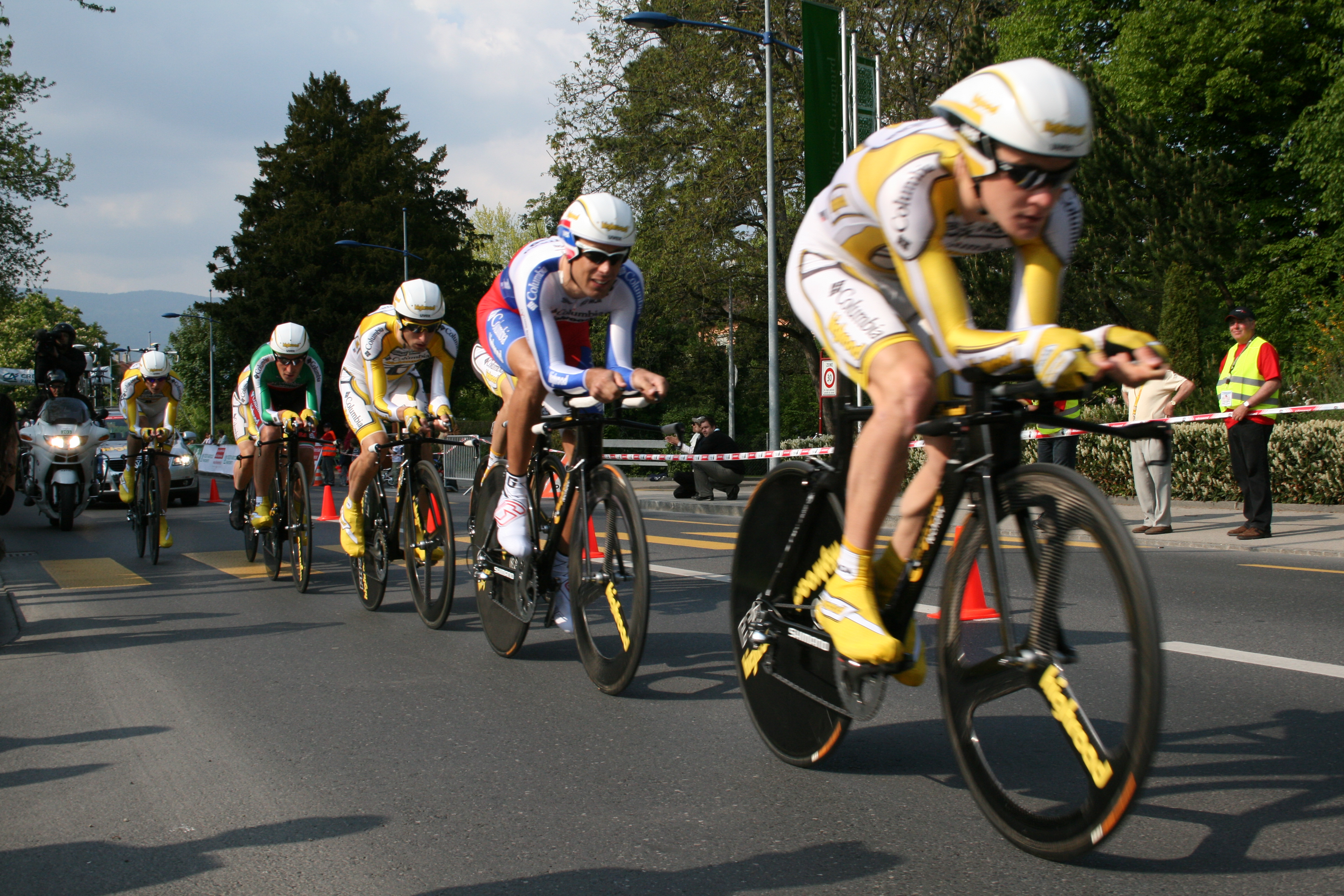
Los ciclistas del equipo, camino de la victoria en la CRE del Tour de Romandía.

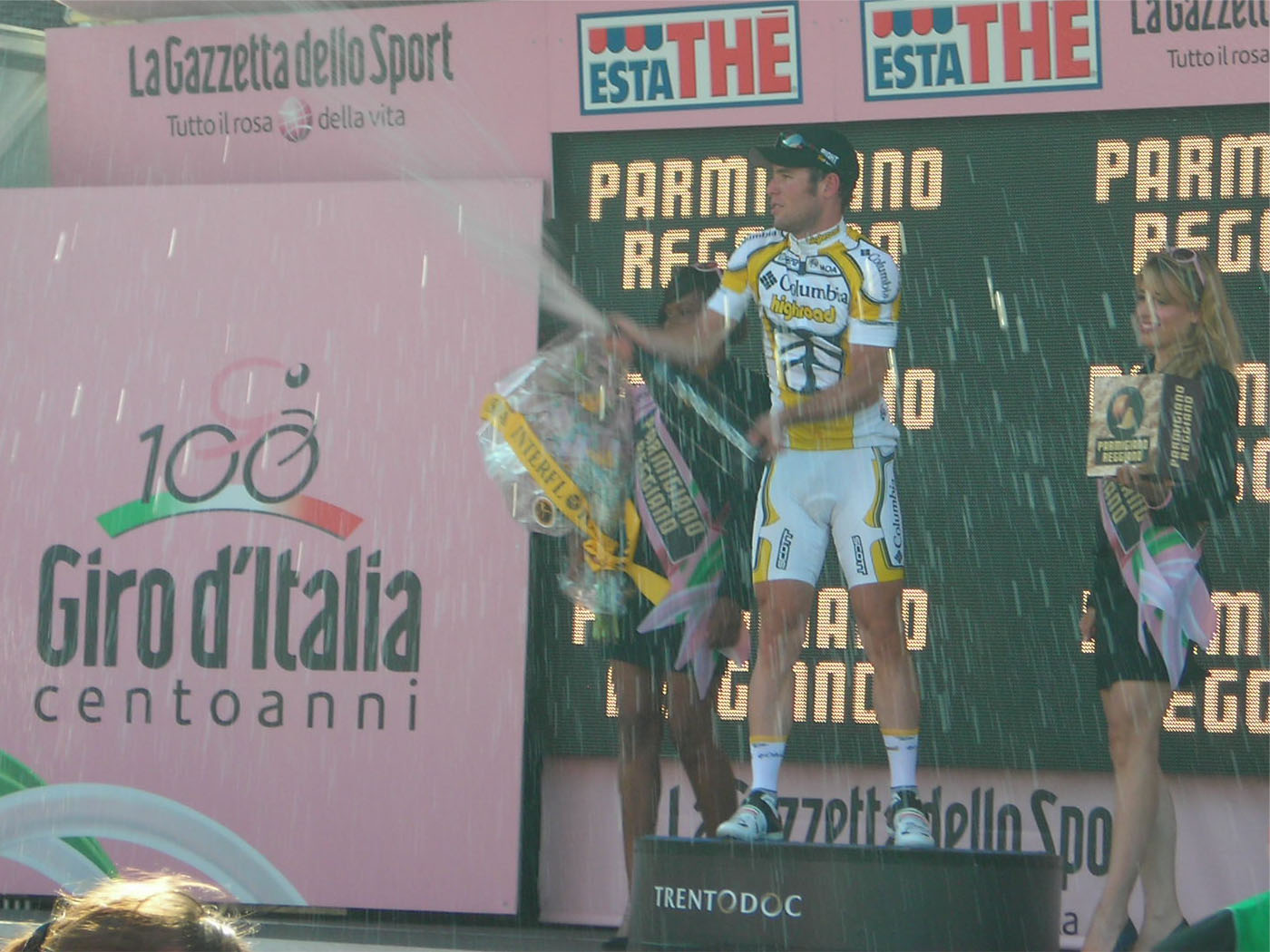
Cavendish, celebrando una victoria de etapa en el Giro de Italia.

En 2009 el equipo tuvo una equipación diferente, con predominio de los colores blanco y amarillo, coincidiendo con la llegada de nuevos patrocinadores secundarios y proveedores.
La primera gran victoria de la temporada llegó de la mano de Mark Cavendish, que ganó al sprint la classicissima Milán-San Remo, una de las cinco clásicas consideradas monumentos del ciclismo. Poco después Edvald Boasson Hagen se impuso sobre el pavé de la Gante-Wevelgem, y Michael Albasini y Marco Pinotti ganaron sendas etapas en la Vuelta al País Vasco.
La buena primavera del equipo, jalonada con diversas victorias en el Circuito Continental, se vio confirmada con la victoria en la contrarreloj por equipos del Tour de Romandía (donde František Raboň ya había ganado el prólogo). En mayo llegaron las seis victorias de etapa en el Giro de Italia la contrarreloj por equipos inicial de Venecia, una con Boasson Hagen, otra con Kanstantsin Siutsou, y tres etapas con Cavendish.
En las carreras previas al Tour, el campeón del mundo contrarreloj Bert Grabsch ganó una etapa en dicha modalidad en la Dauphiné Libéré. Poco después el equipo protagonizó una gran Vuelta a Suiza ganando seis de las nueve etapas de la carrera por medio de cinco corredores: Bernhard Eisel, Cavendish (dos), Albasini, Kim Kirchen y Tony Martin. En esos días se produjo también el acuerdo con HTC Corporation para que dicha compañía se convirtiera en copatrocinadora del equipo a partir del Tour, pasando así a denominarse Team Columbia-HTC.
En el Tour de Francia Cavendish ganó seis etapas (incluyendo la prestigiosa etapa final, con meta en los Campos Elíseos de París), siendo el corredor con más victorias en dicha edición de la ronda gala. Sin embargo, el británico no pudo ganar el maillot verde de la clasificación por puntos que llegó a lucir durante algunas etapas, ya que finalmente el ganador de dicho maillot fue Thor Hushovd (Cervélo). De cara a la clasificación general, el joven Tony Martin fue una de las sorpresas de la carrera durante las dos primeras semanas, vistiendo el maillot blanco de mejor joven durante doce jornadas, aunque en las etapas montañosas de los Alpes de la última semana perdió su hasta entonces buena posición en la clasificación. Sin embargo, el tiempo perdido en las jornadas alpinas le permitió participar en la escapada de la penúltima etapa con final en el Mont Ventoux, donde fue finalmente segundo tras ser descolgado por Juanma Gárate (Rabobank) en los últimos metros, llegando finalmente a tres segundos del ganador.
El equipo ganó cinco etapas en la Vuelta a España: cuatro con André Greipel (incluyendo la etapa final con meta en el Paseo de la Castellana de Madrid) y una con Greg Henderson. Greipel, que ya había ganado una etapa al sprint en el Tour Down Under en enero, ganó también la clasificación por puntos. Poco antes de la Vuelta, Boasson Hagen ganó la general y dos etapas (una al sprint y la otra contrarreloj) del Eneco Tour.
En la parte final de la temporada se confirmó que cuatro ciclistas del equipo, incluidos Boasson Hagen y Henderson, correrían en 2010 en el Team Sky, un nuevo equipo británico de categoría ProTour. Aunque se rumoreó sobre dicha posibilidad, finalmente Cavendish no fichó por el equipo de su país al considerar que tenía más opciones de ganar permaneciendo en un equipo formado a su alrededor.

### 2010

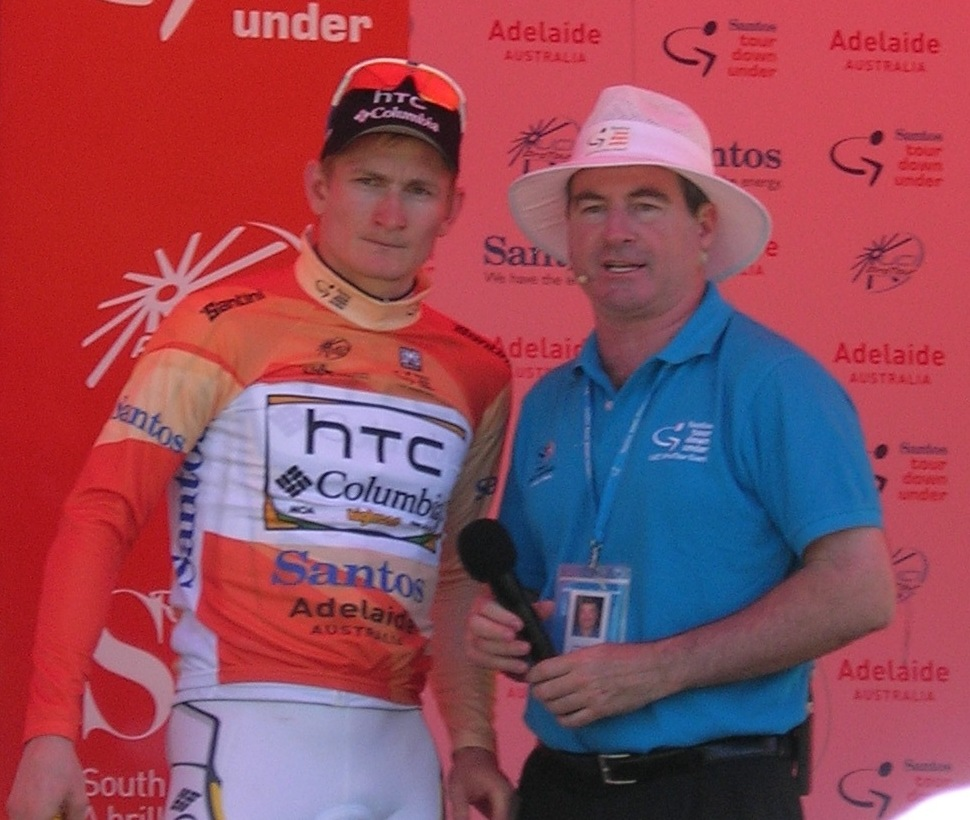
Greipel, de naranja en el Tour Down Under.

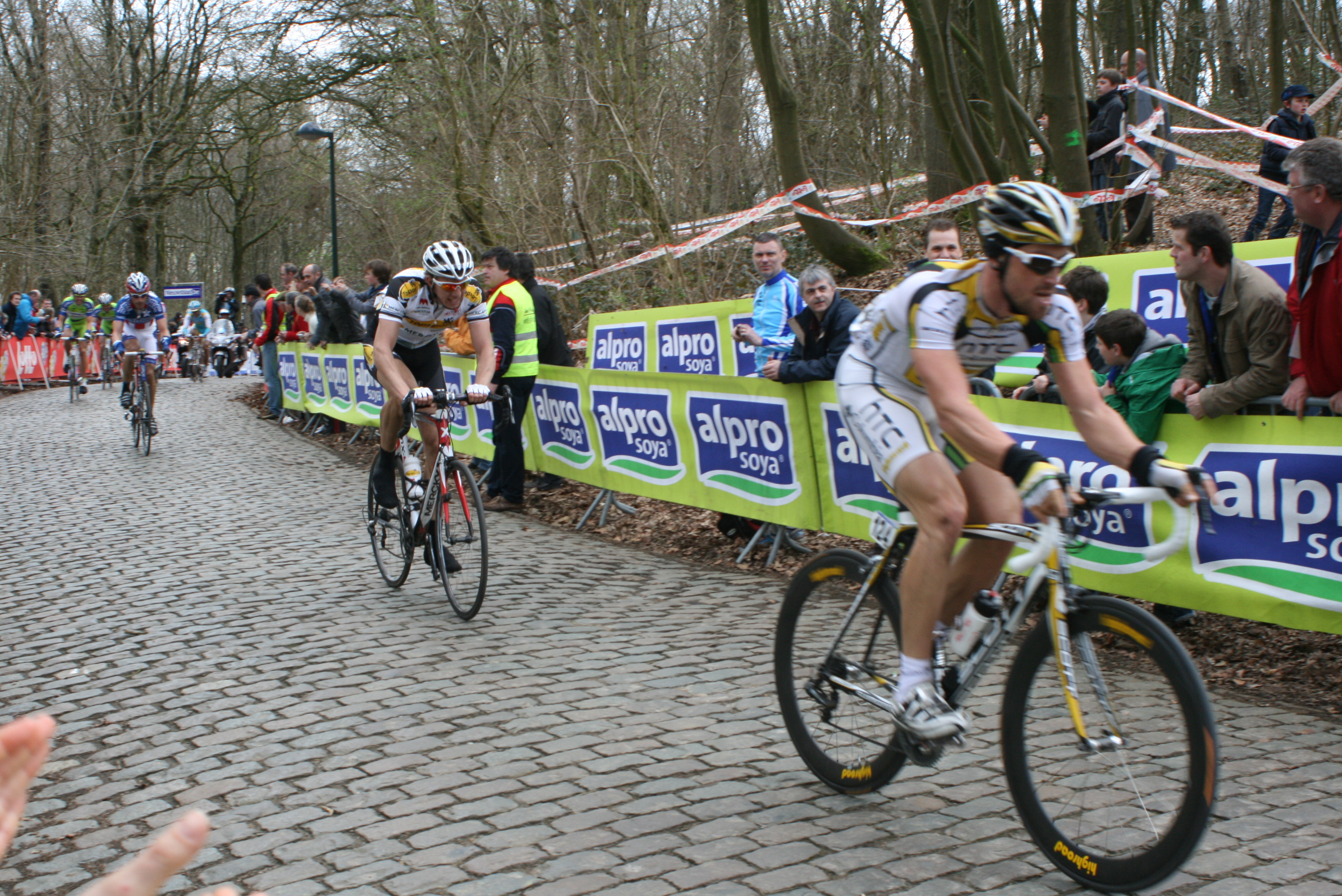
Eisel, subiendo Kemmel en la Gante-Wevelgem.

De cara a la temporada 2010, el equipo realizó una concentración invernal en Lanzarote (Canarias). Además, se anunció que el equipo pasaría a denominarse Team HTC-Columbia.
André Greipel ganó en enero la general y tres de las seis etapas del Tour Down Under, haciéndose así con el maillot naranja de vencedor final. Poco después Greipel expresó su deseo de que Cavendish abandonara el equipo y fichara por el Sky en 2011 para pasar así a ser él el esprínter principal de la escuadra; el director Brian Holm no se mostró preocupado por unas declaraciones que dijo entender, aunque enfatizó que las estadísticas al respecto no mentían y que Cavendish era "el mejor".
Mark Cavendish, estrella del equipo tras haber ganado 25 de los 27 sprints que disputó en 2009, tuvo por el contrario un discreto inicio de temporada. El de la Isla de Man, convertido en objetivo de la prensa sensacionalista británica, se operó de una muela estando de vacaciones en Paraguay y tuvo problemas digestivos a su regreso a Europa, por lo que no pudo realizar la pretemporada según lo planeado. Además, su hermano Andy fue condenado a seis años de prisión por su implicación en la venta de drogas. Cavendish finalizó la Tirreno-Adriático sin victorias y no entró en la disputa del sprint final en la Milán-San Remo (donde fue sucedido por Óscar Freire), no logrando su primer triunfo de la temporada hasta la Volta a Cataluña a finales de marzo, cuando un año antes para esas fechas ya había logrado seis victorias.
Greipel protestó por no haber sido incluido en el nueve del equipo para la Classiccisima pese a su buen estado de forma, y cuestionó que sí hubiera sido convocado el vigente ganador Cavendish pese a encontrarse en peores condiciones físicas que él. Esa crítica fue respondida por Cavendish a través de unas declaraciones al diario The Guardian en las que aseguraba que él era mejor que Greipel incluso estando en baja forma, al tiempo que descartaba la posibilidad de que ambos corrieran juntos en alguna carrera, incluido el Tour de Francia; Cavendish atacó también a Greipel afirmando que el germano nunca ganaría un monumento y que si su objetivo fuera obtener "pequeñas victorias de mierda" correría ese tipo de carreras menores. El máximo responsable del equipo, Bob Stapleton, conminó a los dos velocistas a que no siguieran haciendo públicas sus diferencias.
Bernhard Eisel ganó la Gante-Wevelgem, prolongando así el dominio del equipo en la clásica de pavé belga al suceder en el palmarés a Boasson Hagen, ganador un año antes.

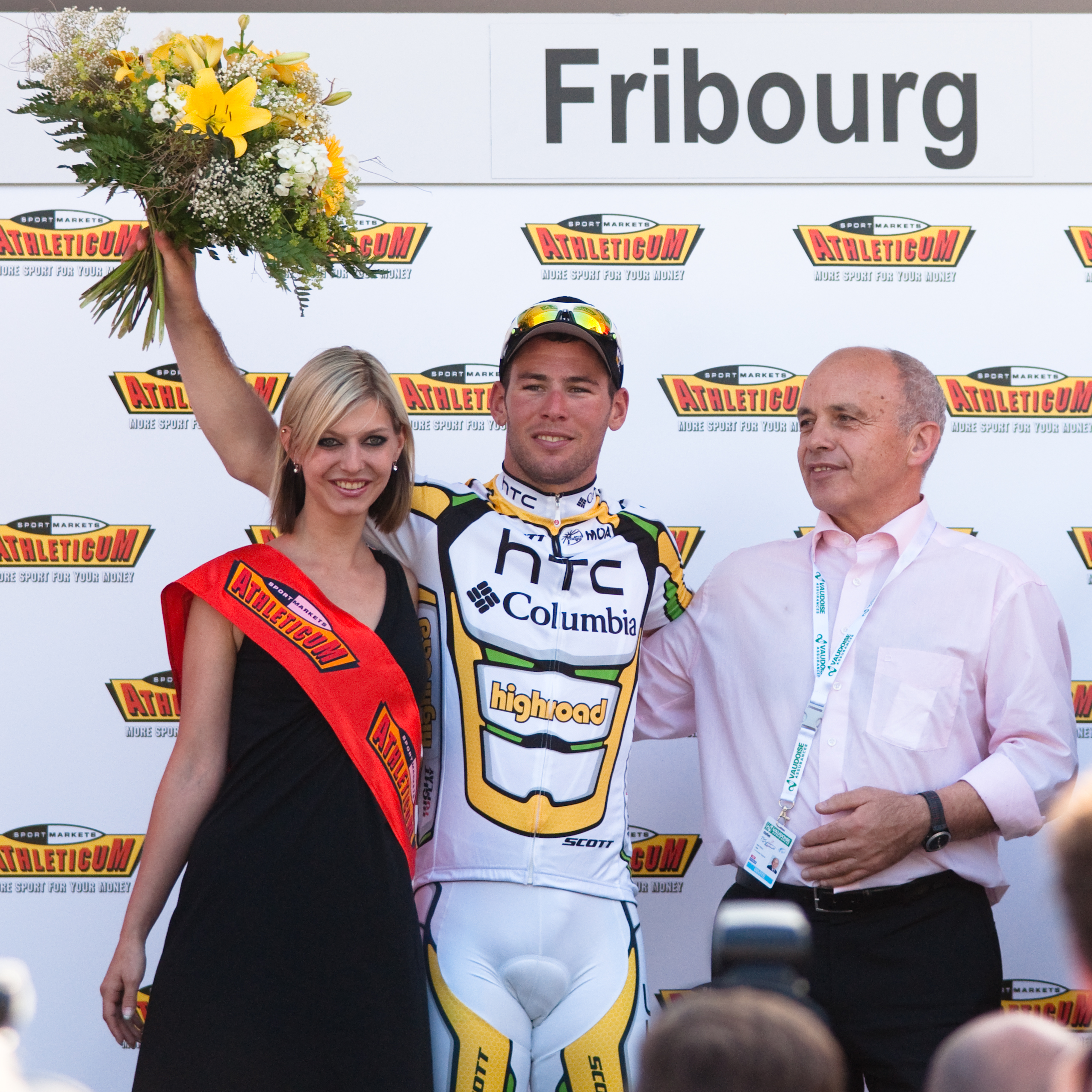
Cavendish, tras ganar su etapa del Tour de Romandía.

En el Tour de Romandía el especialista Marco Pinotti ganó la etapa prólogo, enfundándose un maillot de líder que cedería un día después. En la segunda etapa se impuso Mark Cavendish, quien al cruzar la línea de meta realizó un corte de mangas ante la cámara de televisión y dijo que se trataba de "un mensaje para los periodistas que me daban por acabado y no entienden un pijo de ciclismo". El equipo decidió expulsarle de la carrera por su gesto (que también le acarreó una multa de los jueces de 6.000 francos suizos), por lo que el británico no tomó la salida en la contrarreloj de la tercera etapa en la que su compañero Michael Rogers se enfundó el mailot de líder. Sin embargo, el australiano no pudo mantener su condición de primer clasificado de la general en la última etapa, cuando en una jornada montañosa una fuga formada por Alejandro Valverde, Igor Antón, Simon Špilak y Denis Menchov logró una renta suficiente como para desbancarle del liderato. Aunque en un primer momento Valverde fue designado como ganador de la etapa y de la general (siendo Rogers cuarto, tras el segundo Spilak y el tercero Menchov), la UCI excluyó posteriormente a Valverde en cumplimiento de la sentencia del TAS que ordenaba su sanción al considerarse probada su implicación en la red de dopaje liderada por el doctor Eufemiano Fuentes en la conocida como Operación Puerto, por lo que Spilak fue el ganador oficial de la prueba (con Antón como vencedor de la etapa final) y Rogers figuraría como el tercer clasificado.
En el Giro de Italia Matthew Goss y Greipel ganaron una etapa cada uno, ambas al sprint. En la general final el mejor clasificado del equipo fue el veterano de 34 años Pinotti con un noveno puesto a pesar de no haber entrenado previamente en altitud, en una edición que según él mismo había predicho no se adecuaba a sus características de contrarrelojista por la dureza de las etapas de montaña de la última semana.
En la Vuelta a Suiza Cavendish embistió en un sprint a su rival Heinrich Haussler, provocando una caída masiva en la que Haussler quedó herido de gravedad. Tony Martin, quien llegó a ser líder de la prueba tres días hasta la etapa reina, ganó la contrarreloj final (superando al favorito Fabian Cancellara) y terminó sexto en la ronda helvética.

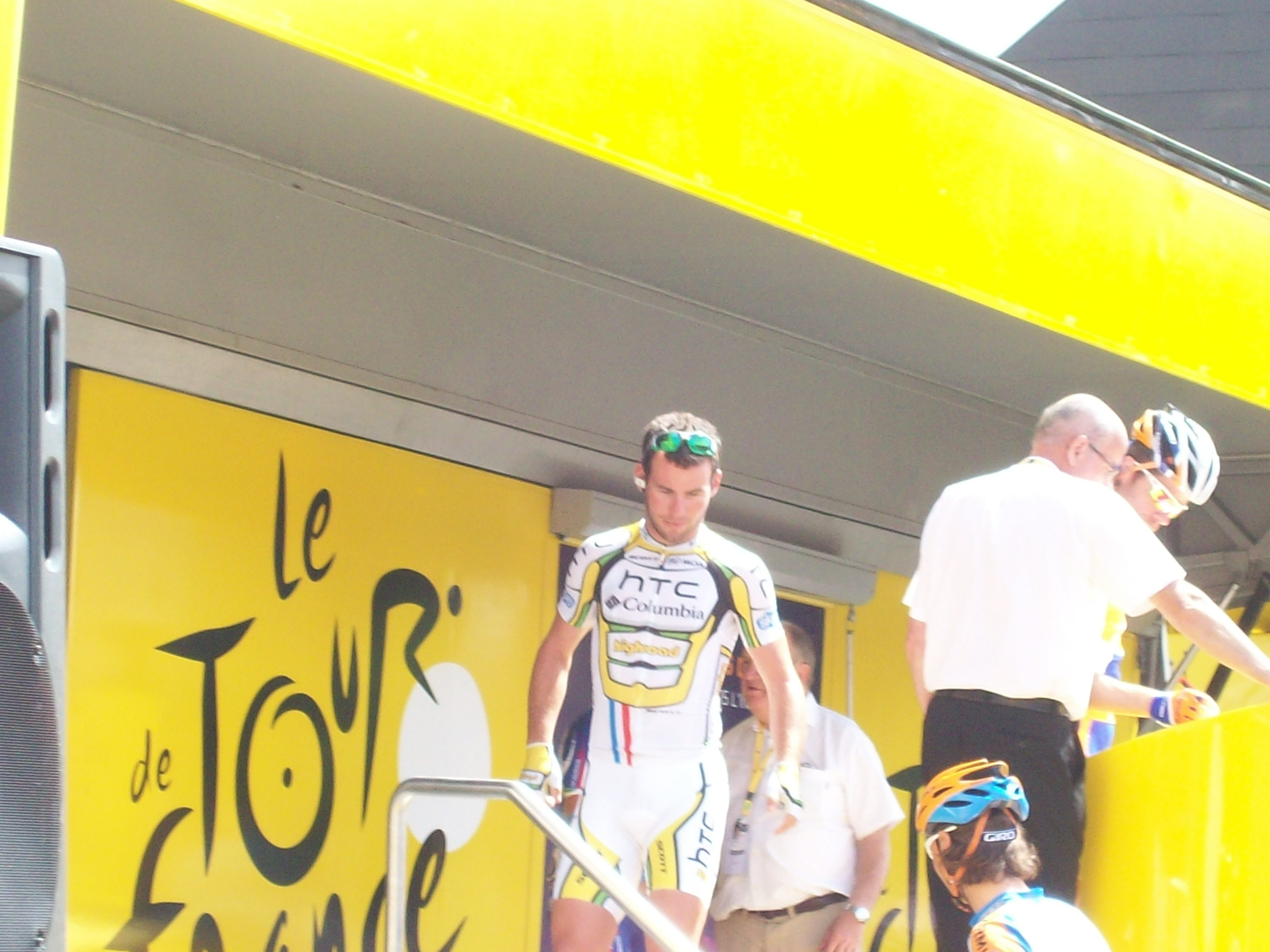
Cavendish ganó cinco etapas en el Tour de Francia.

En el Tour de Francia Cavendish ganó cinco etapas (incluyendo la prestigiosa etapa final, con meta en los Campos Elíseos de París), siendo el corredor con más victorias por segundo año consecutivo pese a no haber tenido un buen inicio en la ronda francesa (lo cual, unido a los problemas y polémicas de esa temporada, hizo que le saltaran las lágrimas con su primera victoria). El velocista, no obstante, no pudo hacerse con el maillot verde de la regularidad que había anunciado como su gran objetivo para esa Grande Boucle, que ganó el veterano Alessandro Petacchi. Por otra parte, el principal lanzador de Cavendish, Mark Renshaw, fue expulsado de la carrera tras propinar tres cabezazos a Julian Dean y cerrar contra las vallas a Tyler Farrar (lanzador y esprínter respectivamente del Garmin-Transitions) en la recta de meta de Bourg-lès-Valence, en la que el manés ganó su tercera etapa.
En el mes de agosto Greipel anunció su fichaje por el Omega Pharma-Lotto para las dos siguientes temporadas. Tras haber sido tercero en la Clásica de Hamburgo, donde se vio superado por Tyler Farrar y Boasson Hagen en el sprint final, logró dos victorias de etapa en el Eneco Tour, carrera esta última en la que la general fue para Tony Martin (quien ganó también la contrarreloj final). Greipel fue además autor de tres de los cuatro triunfos de etapa (sobre un total de ocho jornadas disputadas) cosechados por la escuadra en la Vuelta a Gran Bretaña, carrera en la que se impuso su compañero Michael Albasini.

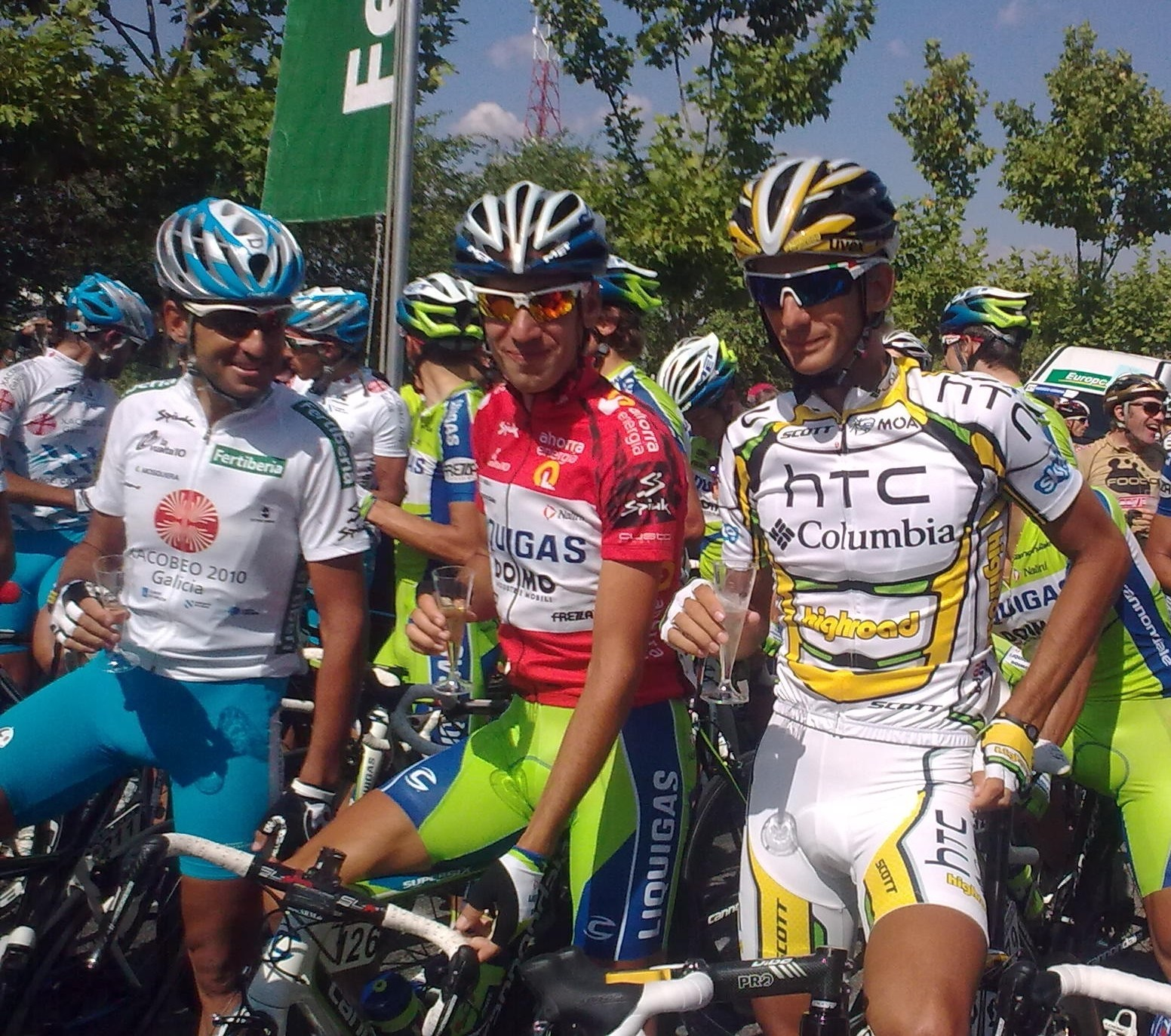
Peter Velits, brindando con Nibali y Mosquera en el cierre de la Vuelta a España.

La escuadra tuvo una destacada actuación en la Vuelta a España, que empezó ganando la contrarreloj por equipos nocturna por las calles de Sevilla con la que dio inicio la prueba, siendo así Cavendish el primer líder de la ronda y por ende el primer ciclista en lucir el nuevo maillot rojo, que sustituía al oro de las últimas once ediciones. Tras intentarlo sin éxito en hasta tres ocasiones (cediendo ante Hutarovich, Farrar y Petacchi), Cavendish ganó tres etapas al sprint en Lérida, Burgos y Salamanca (las dos primeras de manera consecutiva, incluyendo un saltito en la celebración de la segunda), triunfos en los que destacó el papel de su lanzador Goss. Con esas victorias, que asentaron su victoria final en la clasificación por puntos (maillot verde), Cavendish se convirtió en uno de los pocos ciclistas con victorias en las tres grandes vueltas, habiendo logrado además todas ellas en el mismo equipo. La sorpresa de la ronda fue no obstante Peter Velits, quien terminó tercero en la general y subió así al podio de la Plaza de Cibeles de Madrid junto a Vincenzo Nibali y Ezequiel Mosquera, primero y segundo respectivamente. Velits accedió a dicho puesto con su victoria en la contrarreloj de Peñafiel (única crono individual de esa Vuelta, disputada tras las etapas de montaña pirenaicas y asturianas) a una velocidad media de 52,355 km/h, en el que era además su primer triunfo contra el crono como profesional, y logró mantenerse en esa posición tras la dura e inédita ascensión a la Bola del Mundo de la penúltima jornada. Además, con su tercer puesto el eslovaco se convirtió en el primer corredor del equipo en subir al podio de la general de una de las tres grandes vueltas en los tres años de existencia de la escuadra estadounidense.

### 2011

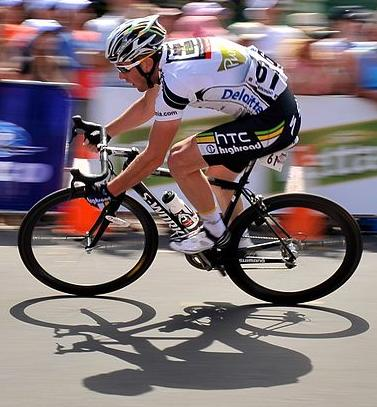
Matthew Goss, durante un critérium australiano previo al Tour Down Under, donde ganó una etapa y fue segundo.

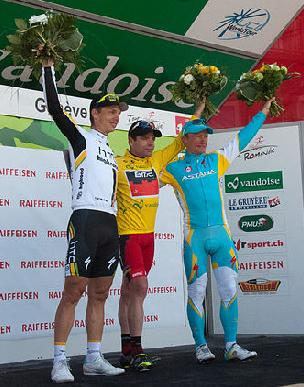
Tony Martin (2.º), con Evans (1.º) y Vinokourov (3.º) en el podio final del Tour de Romandía en Ginebra.

El equipo fue renombrado HTC-Highroad tras la marcha de su hasta entonces copatrocinador Columbia, ya que su nuevo patrocinador Nike no fue incluido en el nombre de la formación. La escuadra empezó el año con una concentración en California, incluyendo una visita a la sede central en Morgan Hill de su nuevo proveedor de bicicletas, Specialized.
El inicio de temporada estuvo marcado por sendas caídas de Mark Cavendish en Australia y Catar. Así, las primeras victorias de la temporada llegarían de otros velocistas habituados a ser sus lanzadores.
Entre ellos destacó el australiano Matthew Goss, quien en los primeros días del año ganó una etapa del Tour Down Under disputado en su país, carrera en la que además concluyó segundo en la general y ganó la clasificación de los sprints. Ya en Europa con motivo del inicio del calendario del Viejo Continente logró una victoria de etapa en la París-Niza. Su gran momento llegaría no obstante con su triunfo en la Milán-San Remo, la primera de las cinco grandes clásicas o monumentos de la temporada ciclista. Goss ganó el sprint con el que los nueve integrantes del grupo cabecero de favoritos se disputaron la Classicissima, después de haber aguantado los ataques de sus rivales en el Poggio y las calles de San Remo.
El otro hombre destacado del equipo en ese inicio de temporada fue Tony Martin, que ganó la clasificación general de la París-Niza gracias a su victoria en la contrarreloj de la sexta etapa, más larga de lo habitual (27 kilómetros, algo que no ocurría desde 1968). En una edición sin finales en alto, logró mantener su renta en las etapas de montaña, estando acompañado en el podio final por Andreas Klöden y Bradley Wiggins, segundo y tercero respectivamente. El alemán ya había ganado de manera similar la Vuelta al Algarve, una carrera preparatoria de menor entidad en la que se hizo con la general tras su triunfo en la crono final.
Martin siguió obteniendo buenos resultados en posteriores vueltas por etapas de una semana. Así, aunque en la Vuelta al País Vasco quedó sin opciones para la general en la primera etapa tras ceder diez minutos en las duras rampas de La Antigua, pudo resarcirse con la victoria de etapa en la contrarreloj final de Zalla. Semanas después subió al podio del Tour de Romandía en Ginebra con un segundo puesto en la general. El otro resultado destacado del equipo en ese tipo de carreras fue la victoria de etapa de Gatis Smukulis en la primera jornada de la Volta a Cataluña al llegar en solitario a la meta de Lloret de Mar.
En las principales clásicas sobre el pavés el equipo no logró ni victorias ni podios, siendo su mejor resultado el de la París-Roubaix, con Lars Ytting Bak y Bernhard Eisel quinto y séptimo respectivamente. En las clásicas de las Ardenas la escuadra tuvo una actuación discreta, no pudiendo entrar entre los diez primeros en ninguna de las tres.

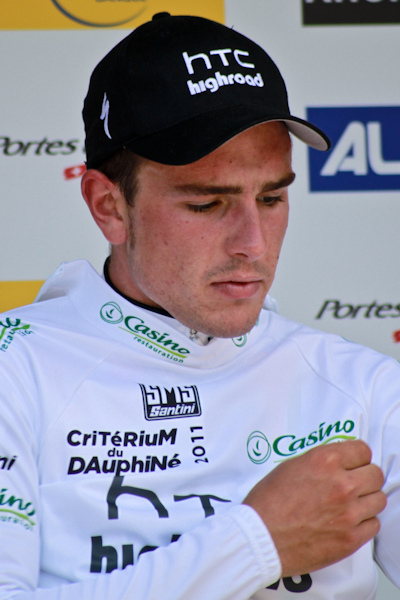
John Degenkolb, en el Critérium du Dauphiné en el que ganó dos etapas.

En el Giro de Italia la escuadra ganó la contrarreloj por equipos inaugural celebrada en Turín, confirmando así los pronósticos; Marco Pinotti, jefe de filas para la general y vigente pentacampeón italiano de la modalidad, fue así la primera maglia rosa de esa edición al ser el primero en cruzar la línea de meta con su equipación tricolore. Cavendish, tras ceder ante Alessandro Petacchi en Parma, ganó sendas etapas en Teramo y Rávena antes de irse ante el inicio de la serie de etapas de alta montaña en Alpes y Dolomitas. Los dos triunfos del británico no estuvieron exentos de polémica: según un rumor extendido en el pelotón, durante la jornada siciliana previa a sus dos victorias habría realizado parte de la en la segunda y definitiva subida al Etna apoyado al coche del equipo para salvar el fuera de control, algo prohibido y que de ser cierto debía conllevar su expulsión de la carrera. Su rival Francisco Ventoso fue uno de los adalides de dicha acusiación, que se basaba en que Cavendish habría empezado la última ascensión al Etna con 25 minutos de retraso y finalizado la etapa a 26 minutos, con lo que habría ascendido el volcán al ritmo de cabeza de carrera, cálculo estimado como imposible debido a sus características como corredor salvo que el rumor fuera cierto y hubiera recibido ayuda desde el coche. Cavendish negó haber realizado trampa alguna y dijo que él sí podía acusar a Ventoso pero que no lo haría, recordando así indirectamente los meses que estuvo suspendido el español por un positivo.
En el Critérium du Dauphiné se produjo la confirmación del joven John Degenkolb, ganador de dos etapas al sprint; a esos dos triunfos se sumó el logrado por Tony Martin en la etapa cronometrada de Grenoble, sobre un recorrido idéntico al que tendría la única jornada contra el crono individual del inminente Tour. En contraste, la escuadra cerró en blanco su participación en la Vuelta a Suiza.

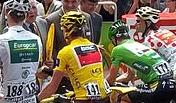
Mark Cavendish, de verde, junto al resto de maillots del Tour.

En el Tour de Francia volvió a ser el equipo con más victorias de etapa, con seis. Mark Cavendish fue su hombre más destacado: se impuso en cinco ocasiones, todas ellas al sprint, incluido el triunfo en la jornada final de París. El manés logró además en esa edición su objetivo de hacerse con el maillot verde de la regularidad al vencer en la clasificación por puntos, subiendo así al podio de los Campos Elíseos. Su rival por dicha distinción, José Joaquín Rojas, protestó por el hecho de que solo fuera penalizado mediante la resta de 20 puntos cuando fue repescado junto a otros 89 ciclistas por los jueces en la etapa alpina con meta en el Galibier; finalmente Cavendish le aventajó en 62 puntos. El otro triunfo del equipo en la ronda gala lo logró Tony Martin, quien como ya hiciera un mes antes en la Dauphiné se impuso en la contrarreloj de Grenoble.

### Desaparición
A la par que se disputaba la Grande Boucle, el propietario de la escuadra Bob Stapleton se encontraba inmerso en negociaciones con posibles patrocinadores que permitieran la continuidad del equipo, dado que HTC no prolongaría su contrato, que finalizaba a la conclusión de esa campaña. Stapleton estuvo intentando lograr un acuerdo con una empresa para que esta se convirtiera en el nuevo patrocinador principal, pero la operación no llegó a materializarse y finalmente el propietario comunicó a sus corredores que el equipo no estaría en el pelotón en 2012.
Pese a ser uno de los equipos más ganadores de la historia con casi 500 triunfos (sumando las del equipo femenino) y 54 etapas de las Grandes Vueltas, los esfuerzos para conseguir patrocinadores para las próximas temporadas no dieron resultado. El 4 de agosto el dueño del equipo Bob Stapleton, anunció oficialmente en un comunicado que el equipo desaparecería en 2012. Igualmente se siguió compitiendo hasta el final de la temporada 2011, tras lo cual todos los corredores quedaron libres. La escuadra femenina fue la única que permaneció en activo en 2012.

## Corredor mejor clasificado en las Grandes Vueltas
| Año  | Giro de Italia          | Tour de Francia         | Vuelta a España            |
| ---- | ----------------------- | ----------------------- | -------------------------- |
| 1989 | -                       | -                       | -                          |
| 1990 | -                       | -                       | 26.º Dariusz Kajzer        |
| 1991 | -                       | -                       | 17.º Udo Bölts             |
| 1992 | 11.º Uwe Ampler         | 10.º Jens Heppner       | -                          |
| 1993 | 33.º Udo Bölts          | 25.º Udo Bölts          | -                          |
| 1994 | 18.º Udo Bölts          | 9.º Udo Bölts           | -                          |
| 1995 | 14.º Vladímir Pulnikov  | 25.º Vladímir Pulnikov  | 32.º Bert Dietz            |
| 1996 | -                       | 1.º Bjarne Riis         | 20.º Peter Meinert-Nielsen |
| 1997 | -                       | 1.º Jan Ullrich         | -                          |
| 1998 | -                       | 2.º Jan Ullrich         | 71.º Georg Totschnig       |
| 1999 | -                       | 17.º Alberto Elli       | 1.º Jan Ullrich            |
| 2000 | -                       | 2.º Jan Ullrich         | 28.º Aleksandr Vinokúrov   |
| 2001 | 23.º Matthias Kessler   | 2.º Jan Ullrich         | 39.º Alberto Elli          |
| 2002 | 25.º Matthias Kessler   | 37.º Bobby Julich       | 47.º Matthias Kessler      |
| 2003 | -                       | 3.º Aleksandr Vinokúrov | 27.º Christian Werner      |
| 2004 | -                       | 2.º Andreas Klöden      | 43.º Erik Zabel            |
| 2005 | 25.º Matthias Kessler   | 3.º Jan Ullrich         | 6.º Óscar Sevilla          |
| 2006 | 51.º Jörg Ludewig       | 2.º Andreas Klöden      | 50.º Daniele Nardello      |
| 2007 | 18.º Marco Pinotti      | 7.º Kim Kirchen         | 58.º Stephan Schreck       |
| 2008 | 44.º Morris Possoni     | 8.º Kim Kirchen         | -                          |
| 2009 | 6.º Michael Rogers      | 19.º George Hincapie    | 94.º Adam Hansen           |
| 2010 | 9.º Marco Pinotti       | 37.º Michael Rogers     | 2.º Peter Velits           |
| 2011 | 9.º Kanstantsín Siutsou | 18.º Peter Velits       | 123.º Michael Albasini     |

## Equipo femenino
Además del equipo UCI ProTour, el equipo contó con una formación femenina profesional, el Team HTC-Highroad Women, en activo desde 2009. Tras un año 2011 con más de 60 victorias, la sociedad dueña del equipo, Velocio Sports y la mánager Kristy Scrymgeour, lograron que el equipo femenino no desapareciera al lograr el patrocinio de las marcas Specialized (fabricante de bicicletas) y Lululemon (fabricante de ropa deportiva), pasando a llamarse en 2012 Team Specialized Lululemon. Con una plantilla de 13 corredoras, el equipo se registró en Alemania, aunque la sede se encuentra en Vancouver.

## Material ciclista

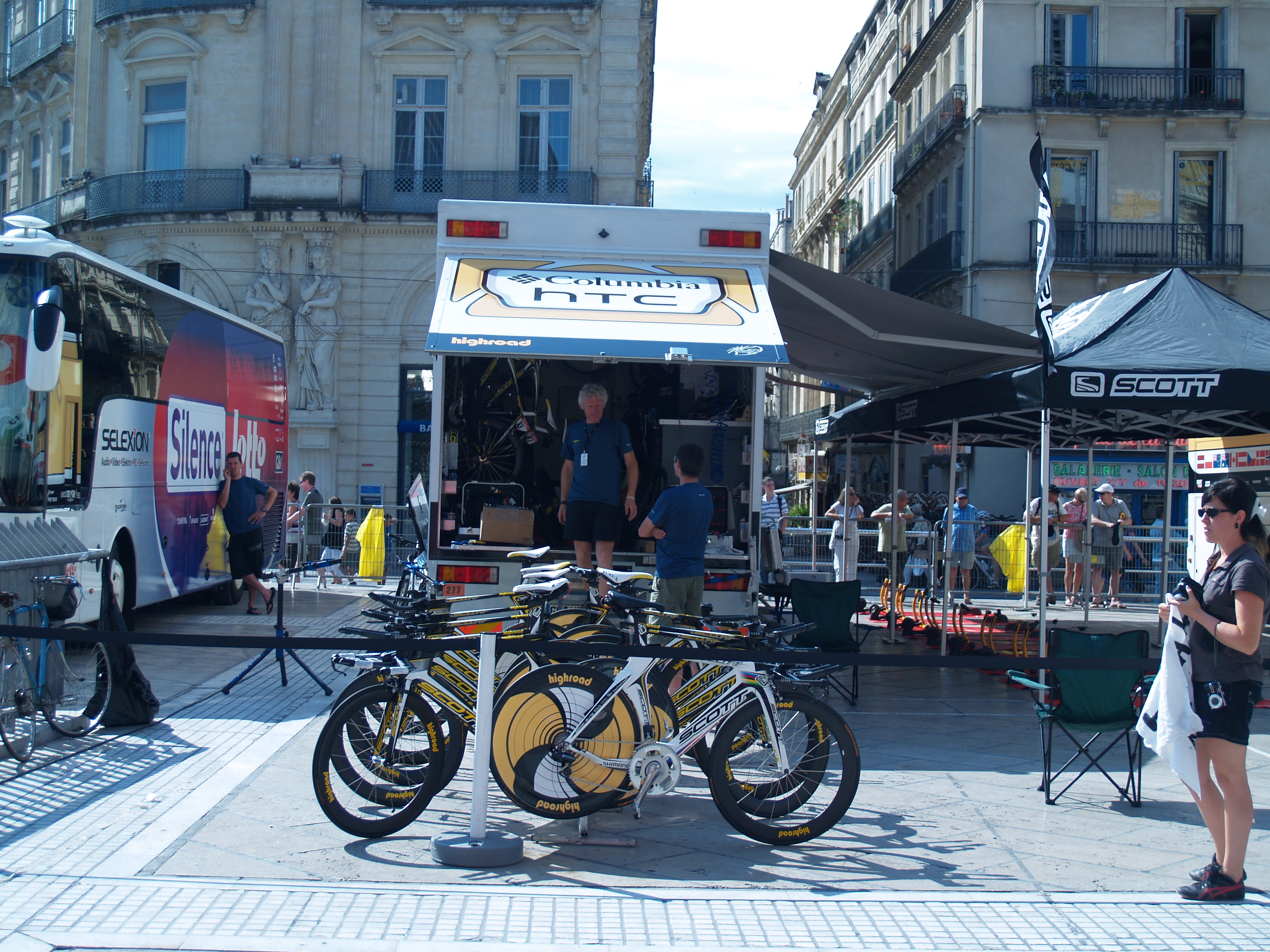
Bicicletas Scott de contrarreloj utilizadas en la CRE del Tour de Francia 2009.

Estos fueron los principales proveedores del material ciclista utilizado por el equipo en 2011:
- Bicicletas: Specialized[144]
- Componentes: Shimano[145]
- Ruedas: Continental[146]
- Equipación: MOA[147]
- Sillines: fi'zi:k[148]
- Cascos: Uvex[149]
- Potenciómetros: SRM[150]
- Botellines: Elite[151]

Aunque su último año utilizó bicicletas Specialized, anteriormente utilizó las marcas Giant (2008) y Scott (2009-2010).

## Equipamiento
| 2008 | 2008 | 2009 | 2010 | 2011 |

## Sede
El equipo tenía su sede en San Luis Obispo (O'Connor Way 425), en el estado de California (Estados Unidos).
El 7 de febrero de 2009 organizó la jornada benéfica Pedal to Pier Charity Ride para recaudar fondos para la organización local ALPHA, ofreciendo la posibilidad de correr junto a los ciclistas de su plantilla dos marchas de diferente distancia, en una iniciativa a la que según los organizadores se sumaron más de 200 aficionados y se recaudaron unos 30.000 dólares (a través de las aportaciones de participantes y patrocinadores). La organización ALPHA ofrece a jóvenes embarazadas apoyo e información sobre las posibles alternativas al aborto.

## Clasificaciones UCI
A partir de 2005 la UCI instauró el circuito profesional de máxima categoría, el UCI ProTour, donde el equipo estuvo desde que se creó en el 2008. Las clasificaciones del equipo y de su ciclista más destacado son las siguientes:
| Año  | Clasificación por equipos | Mejor corredor en la clasificación individual | Posición |
| 2008 | 9.º                       | André Greipel                                 | 5.º      |

Tras discrepancias entre la UCI y los organizadores de las Grandes Vueltas, en 2009 se tuvo que refundar el UCI ProTour en una nueva estructura llamada UCI World Ranking, formada por carreras del UCI World Calendar; y a partir del año 2011 uniéndose en la denominación común del UCI WorldTour. El equipo siguió siendo de categoría UCI ProTour.
| Año  | Clasificación por equipos | Mejor corredor en la clasificación individual | Posición |
| 2009 | 3.º                       | Edvald Boasson Hagen                          | 6.º      |
| 2010 | 6.º                       | André Greipel                                 | 20.º     |
| 2011 | 4.º                       | Tony Martin                                   | 5.º      |

## Palmarés destacado
Para el palmarés completo, véase Palmarés del HTC-Highroad

### Grandes Vueltas
- Tour de Francia: 23 etapas
  - 2008: 6 etapas ⇒ Mark Cavendish (4), Kim Kirchen, Marcus Burghardt
  - 2009: 6 etapas ⇒ Mark Cavendish (6)
  - 2010: 5 etapas ⇒ Mark Cavendish (5)
  - 2011: 6 etapas ⇒ Mark Cavendish (5), Tony Martin

- Giro de Italia: 15 etapas
  - 2008: 4 etapas ⇒ Mark Cavendish (2), André Greipel, Marco Pinotti
  - 2009: 6 etapas ⇒ Columbia-HTC (CRE), Mark Cavendish (3), Edvald Boasson Hagen, Kanstantsin Siutsou
  - 2010: 2 etapas ⇒ Matthew Goss, André Greipel
  - 2011: 3 etapas ⇒ HTC-Highroad (CRE), Mark Cavendish (2)

- Vuelta a España: 12 etapas
  - 2009: 5 etapas ⇒ André Greipel (4), Gregory Henderson
  - 2010: 5 etapas ⇒ HTC-Columbia (CRE), Mark Cavendish (3), Peter Velits
  - 2011: 2 etapas ⇒ Tony Martin, Michael Albasini

### Otras carreras
- Vuelta a Suiza
  - 2008: 1 etapa Kim Kirchen
  - 2009: 6 etapas ⇒ Mark Cavendish (2), Bernhard Eisel, Michael Albasini, Tony Martin, Kim Kirchen

- Critérium del Dauphiné
  - 2008: 1 etapa ⇒ George Hincapie
  - 2009: 1 etapa ⇒ Bert Grabsch
  - 2011: 3 etapas ⇒ John Degenkolb (2), Tony Martin

- Vuelta al País Vasco
  - 2008: 2 etapas ⇒ Kim Kirchen
  - 2009: 2 etapas ⇒ Michael Albasini, Marco Pinotti
  - 2011: 1 etapa ⇒ Tony Martin

### Clásicas
- Milán-San Remo
  - 2009: Mark Cavendish
  - 2011: Matthew Goss

- Gante-Wevelgem
  - 2010: Bernhard Eisel

- Flecha Valona
  - 2008: Kim Kirchen

## Principales ciclistas
Para las plantillas del equipo, véase Plantillas del HTC-Highroad
| - Tejay Van Garderen (2010-2011) - Mark Cavendish (2008-2011) - Peter Velits (2010-2011) - Maxime Monfort (2009-2010) - Tony Martin (2008-2011) - André Greipel (2008-2010) - Edvald Boasson Hagen (2008-2009) - George Hincapie (2008-2009) | - Kim Kirchen (2008-2009) - Marco Pinotti (2008-2011) - Michael Rogers (2008-2010) - Bert Grabsch (2008-2011) - František Raboň (2008-2011) - Matthew Goss (2010-2011) - Greg Henderson (2008-2009) - Linus Gerdemann (2008) - Bernhard Eisel (2008-2011) |